# Volkswagenwerk Wolfsburg

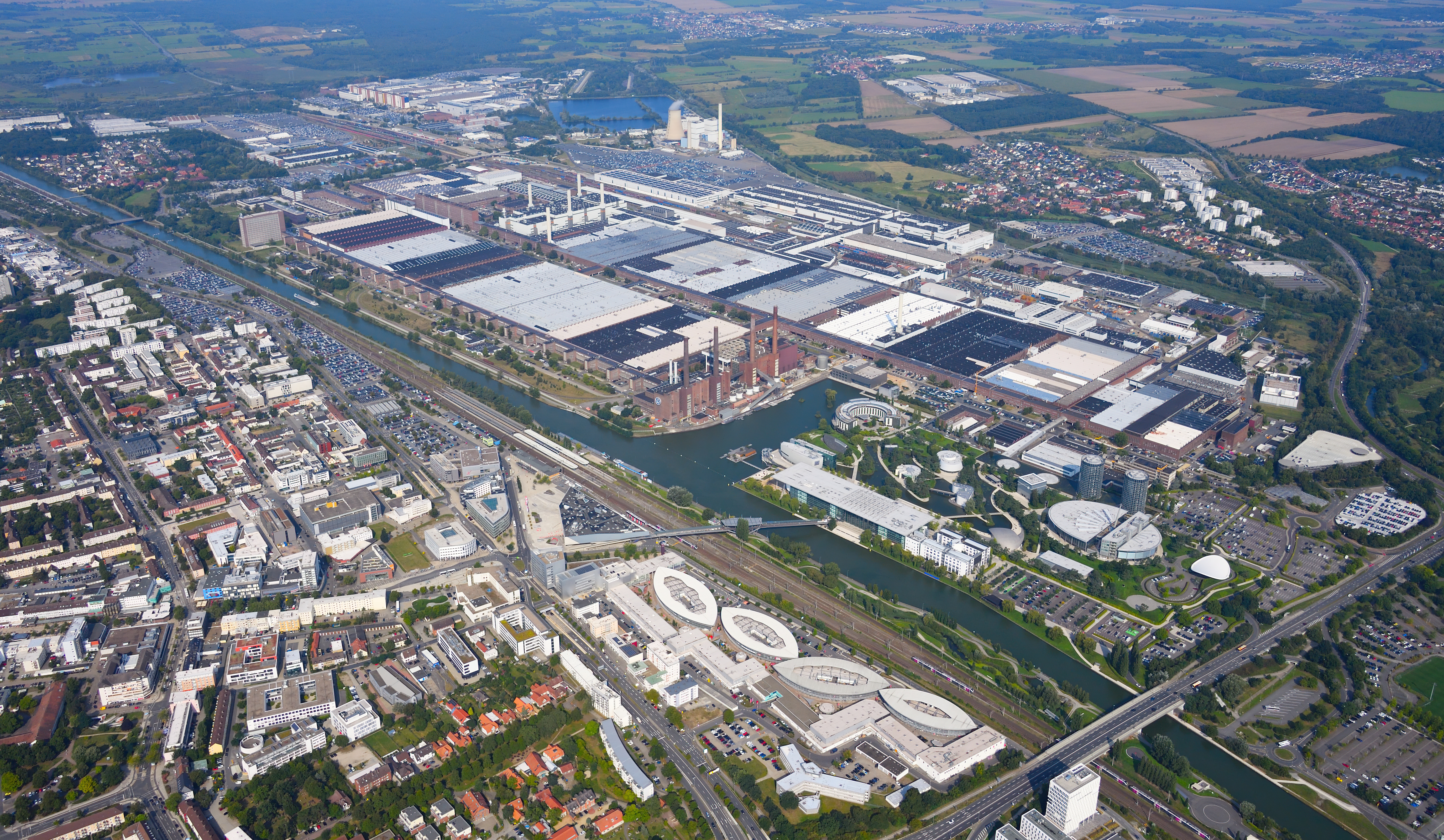
Das Volkswagenwerk aus der Luft gesehen

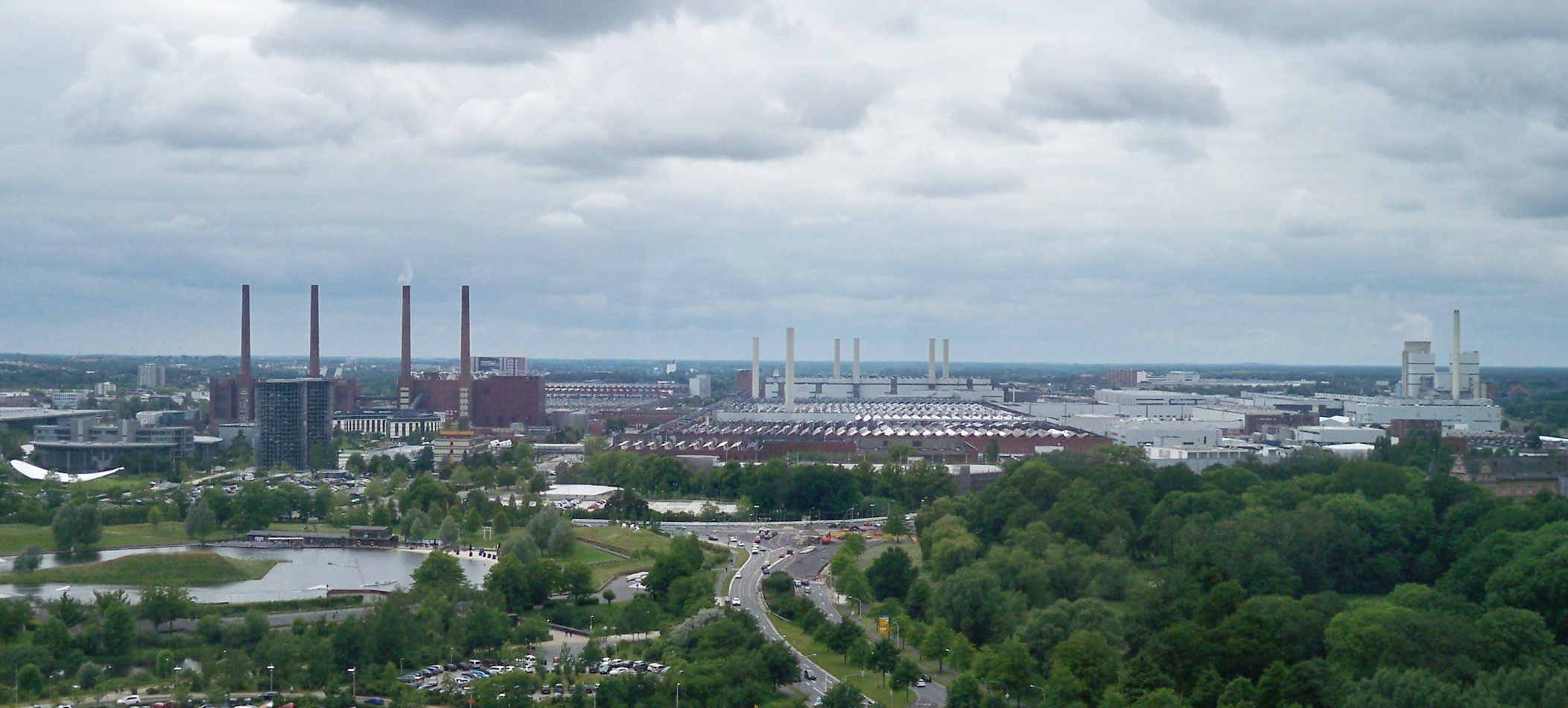
Volkswagenwerk von Osten

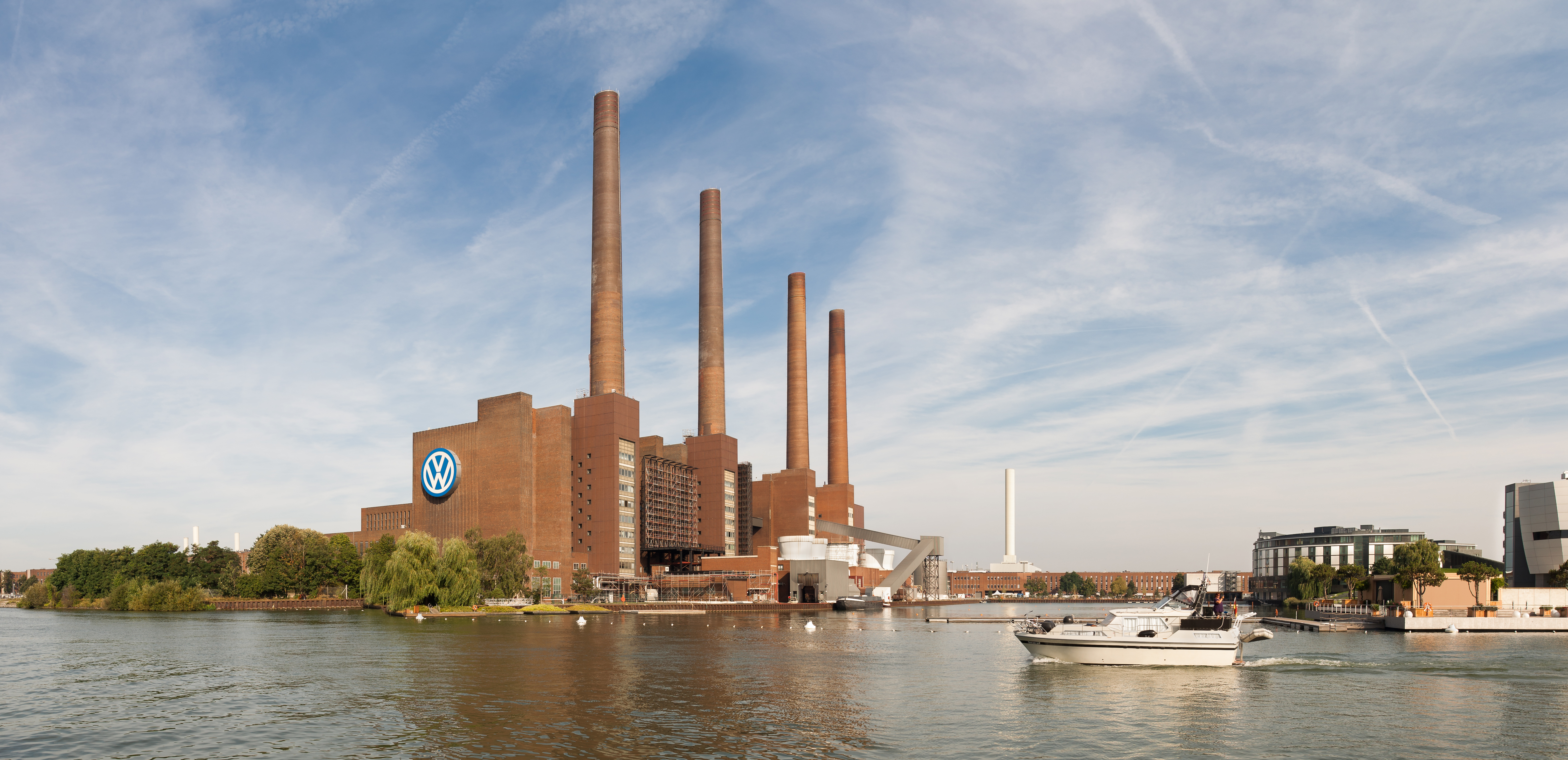
Altes Heizkraftwerk des Volkswagenwerks Wolfsburg

Das Volkswagenwerk Wolfsburg ist das Stammwerk der Volkswagen AG mit Sitz in Wolfsburg. Es wurde ab Ende der 1930er Jahre errichtet, gleichzeitig mit einer neuen Stadt, die ursprünglich „Stadt des KdF-Wagens bei Fallersleben“ hieß und im Mai 1945 in Wolfsburg umbenannt wurde.
Teile des Werkes sind heute als Industriedenkmal geschützt.
Zur Jahresmitte 2023 waren in dem Werk rund 61.880 Menschen beschäftigt. Mit einer Gesamtfläche von 6,5 km² (Gebäudefläche 1,6 km²) war das Werk bis zum Bau der Tesla Gigafactory 5 in Texas im Jahr 2022 mit rund 10 km² Fläche die größte Fabrikanlage der Welt.

## Geschichte

### Vorgeschichte

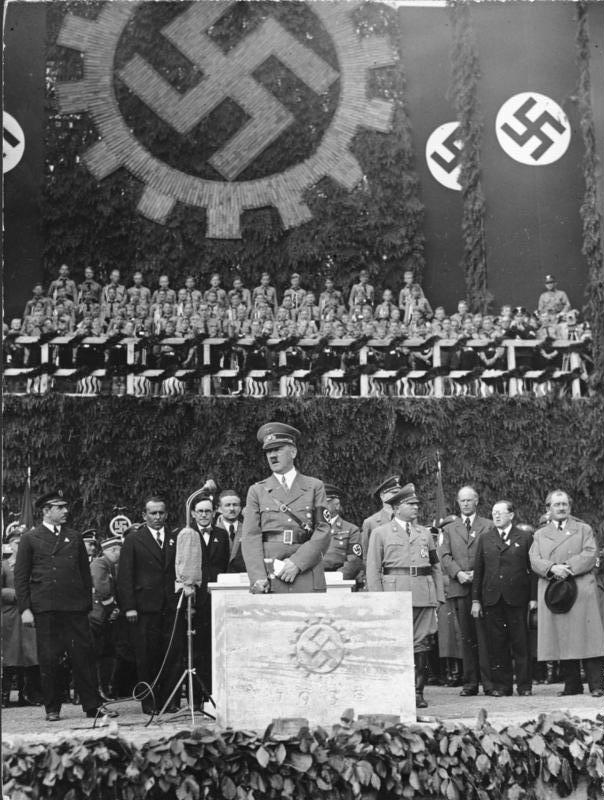
26. Mai 1938: Grundsteinlegung des Volkswagenwerkes durch Adolf Hitler, ganz rechts: Ferdinand Porsche

Das Werk wurde Produktionsstätte des von Adolf Hitler geforderten Automobils für breite Volksschichten. Grundlage für den „Volkswagen“ war der am 22. Juni 1934 geschlossene Vertrag zwischen dem Reichsverband der Automobilindustrie und dem Stuttgarter Konstruktionsbüro von Ferdinand Porsche. Den Auftrag zur Suche eines geeigneten Standortes für die Produktionsstätte übernahm die NS-Organisation „Gemeinschaft Kraft durch Freude“ (KdF), Teil der Deutschen Arbeitsfront (DAF). Die deutsche Automobilindustrie hatte an einer Produktion des Volkswagens kein Interesse, da sie den von Hitler geforderten Preis von 990 Reichsmark (entspricht inflationsbereinigt in heutiger Währung 5.180 €) für unrealistisch hielt. Daraufhin wurde die DAF mit dem Bau der größten Automobilfabrik Europas beauftragt. Unter der Aufsicht von DAF-Leiter Robert Ley wurde am 28. Mai 1937 die „Gesellschaft zur Vorbereitung des Deutschen Volkswagens mbH“ (Gezuvor) mit Sitz Berlin gegründet. Ihr erstes und einziges Produkt sollte der „KdF-Wagen“ werden. Zur Finanzierung – Bodo Lafferentz, der designierte Geschäftsführer der Volkswagen GmbH, schätzte den Bedarf für die zentralen Anlagen auf mindestens 200 Mio. Reichsmark – stellten die Arbeitsbank 1937 einen Kredit von 50 Mio. RM und die DAF-eigenen Versicherungen 1939 einen über 30 Mio. RM zur Verfügung. Die dritte wesentliche Geldquelle wurde mit dem Gesetz über die Gewährung von Entschädigungen bei der Einbeziehung oder dem Übergang von Vermögen erschlossen, das am 9. Dezember 1937 Rechtskraft erlangte. Damit wurde der Raub des gewerkschaftlichen Vermögens durch die DAF im Jahr 1933 legalisiert und die DAF konnte auch Liegenschaften der früheren Gewerkschaften verkaufen, deren Gesamtwert bei rund 100 Mio. RM lag. Weitere Geldquellen waren die „KdF-Sparer“ und ab 1942 das Luftfahrtministerium mit 48 Millionen Reichsmark.
Das Werk sollte stets ein vorbildliches Projekt sein. Porsche – gleichsam Hauptgeschäftsführer der neu gegründeten „VW GmbH“ – hatte auf Studienfahrten in den USA moderne Fertigungsmethoden ausgekundschaftet, vor allem die Fließbandfertigung, mit der Ford die gewinnträchtige Massenproduktion revolutioniert hatte.

### Standort
1938 hatte die Gezuvor nach etwas über halbjähriger Suche den zukünftigen Werksstandort gefunden. Standort der Fabrik wurde die neu gegründete „Stadt des KdF-Wagens bei Fallersleben“, seit 1945 Wolfsburg. Diese auf dem Reißbrett geplante Stadt entstand ab Ende der 1930er Jahre zusammen mit dem Werk. Der Ort am Mittellandkanal im Urstromtal der Aller wurde mehr oder weniger zufällig aufgrund einer Bereisung durch den Geschäftsführer Bodo Lafferentz im ländlich geprägten und dünn besiedelten Gebiet bei der Gemeinde Fallersleben sowie dem Schloss Wolfsburg mit dem dortigen Schulenburgischen Gutshof gefunden. Er lag annähernd in der geografischen Mitte des Reiches und bot folgende verkehrsgünstige Anbindungen:
- Mittellandkanal
- Reichsautobahn von Berlin nach Hannover (heute Bundesautobahn 2)
- Hauptbahnstrecke Berlin-Ruhrgebiet (Berlin-Lehrter Eisenbahn)
- Nähe zur Industriestadt Salzgitter sowie zur Großstadt Braunschweig

Es sprachen aber auch militärische Aspekte für den Standort. Denn für den abzusehenden Fall eines Krieges war die Fabrik grenzfern und somit scheinbar vor Luftangriffen etwas geschützter.
Mit dem Bau der Werksanlagen wurden die drei Architektenteams Emil Rudolf Mewes (Köln), Fritz Schupp und Martin Kremmer (Essen-Berlin) und Karl Kohlbecker (Gaggenau) gemeinschaftlich beauftragt. Sie entwarfen die rund 1,3 km lange Werksfront mit einem Heizkraftwerk auf dem nördlichen Ufer des Mittellandkanals, auf der südlichen Seite entstand die neue Stadt.
Die Grundsteinlegung für das Werk am 26. Mai 1938 durch Adolf Hitler unter Teilnahme von rund 70.000 Zuschauern und Beteiligten nationalsozialistischer Organisationen wurde groß angelegt inszeniert. Die Bauarbeiten dauerten aber bereits – unter Zuhilfenahme von tausenden Arbeitern – seit einem Jahr an. Noch bevor der Grundstein für das Werk gelegt wurde, hatten bereits Hunderttausende einen Sparvertrag für das vorgebliche Produkt der Fabrik abgeschlossen.
Im Herbst 1939 standen die Fertigungshallen im Rohbau. Zu einer planmäßigen Produktion des KdF-Wagens (150.000 pro Jahr) kam es aber nicht, da aufgrund der Vorbereitung der Wirtschaft auf den Krieg Spezialwerkzeugmaschinen fehlten. Der für die Produktion benötigte Stahl sollte größtenteils aus der neu gegründeten „Stadt der Hermann-Göring-Werke“ (Salzgitter) geliefert werden.

### Produktionsbeginn und Zweiter Weltkrieg

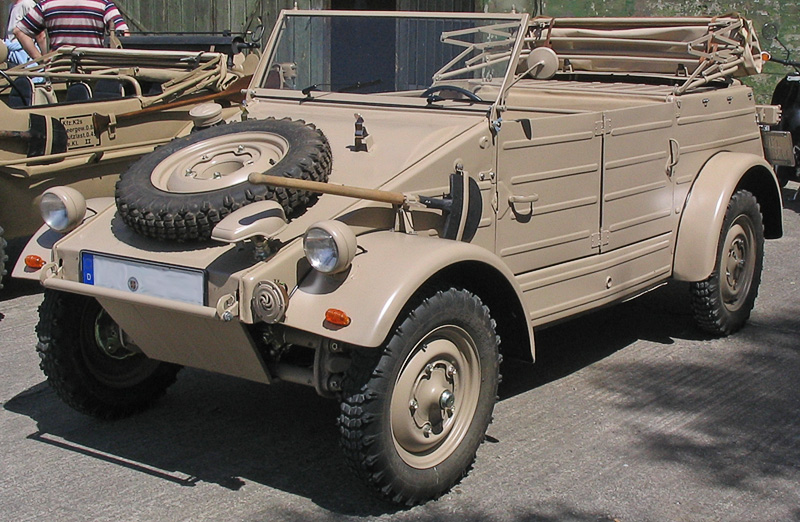
Der im Zweiten Weltkrieg für die Wehrmacht produzierte VW-Kübelwagen

Ende der 1930er Jahre wurde der Betrieb aufgenommen. Werksleiter jener Gründungsjahre war der österreichische Rechtsanwalt Anton Piëch, Schwiegersohn von Ferdinand Porsche. Mit Ausbruch des Zweiten Weltkriegs rückte die Produktion ziviler Güter völlig in den Hintergrund und im Werk entstanden nun Fahrzeuge für Wehrmacht und SS: Zwischen August 1940 und April 1945 wurden 50.788 Kübelwagen und zusätzlich ab Herbst 1942 insgesamt 14.276 Schwimmwagen (Typ 166) hergestellt, bis nach dem letzten Luftangriff Anfang August 1944 die Typ 166-Produktion nicht weitergeführt werden konnte, da wichtige Karosseriepressen zerstört waren. In einer „Geheimabteilung“ im Keller der Halle I wurde die Vergeltungswaffe V1 gefertigt. Für die Reparatur von Junkers-Ju-88-Flugzeugen der Luftwaffe baute VW Tragflächen, Seitenruder und Kabinen. Von 1940 bis 1945 mussten in der Rüstungsproduktion des Volkswagenwerkes etwa 20.000 Menschen Zwangsarbeit leisten, darunter Kriegsgefangene und KZ-Häftlinge. Vom 8. April bis 11. Oktober 1942 wurde für Bauarbeiten das KZ Arbeitsdorf angelegt; von 1944 bis 1945 bestand das KZ-Außenlager Laagberg.
Bei insgesamt fünf alliierten Luftangriffen, alle im Jahr 1944, war die „People’s Car Factory near Fallersleben“ Angriffsziel: am 8. und 29. April, am 20. und 29. Juni und am 5. August. Nach diesem letzten Angriff waren acht Pressen schwer beschädigt und 50 Werkzeug- und Produktionsmaschinen zerstört. Nachdem am 10. April 1945 noch die letzten 50 für die Wehrmacht produzierten Kübelwagen fertiggestellt worden waren, nahmen am nächsten Tag Einheiten der US-Army das Werk ein. Nach dem Krieg waren 20 % der Werksbauten zerstört, 93 % der Maschinenausrüstung befand sich noch in verwendungsfähigem Zustand.

### Nach 1945

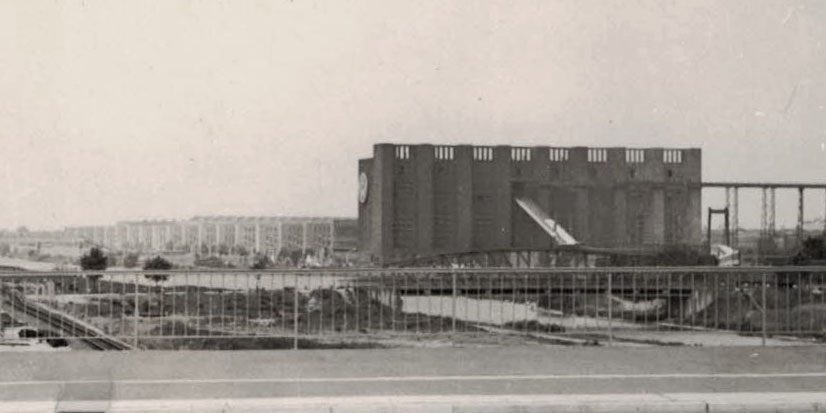
Volkswagenwerk 1957

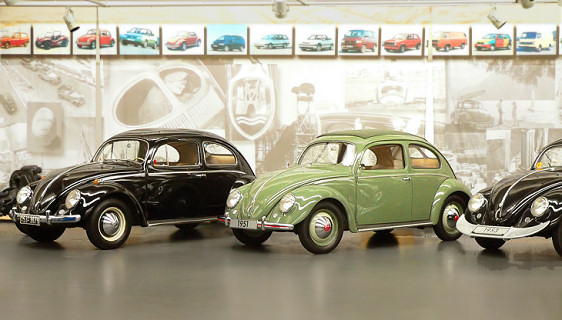
In den 1950er Jahren produzierte VW-Käfer, heute im AutoMuseum Volkswagen in Wolfsburg

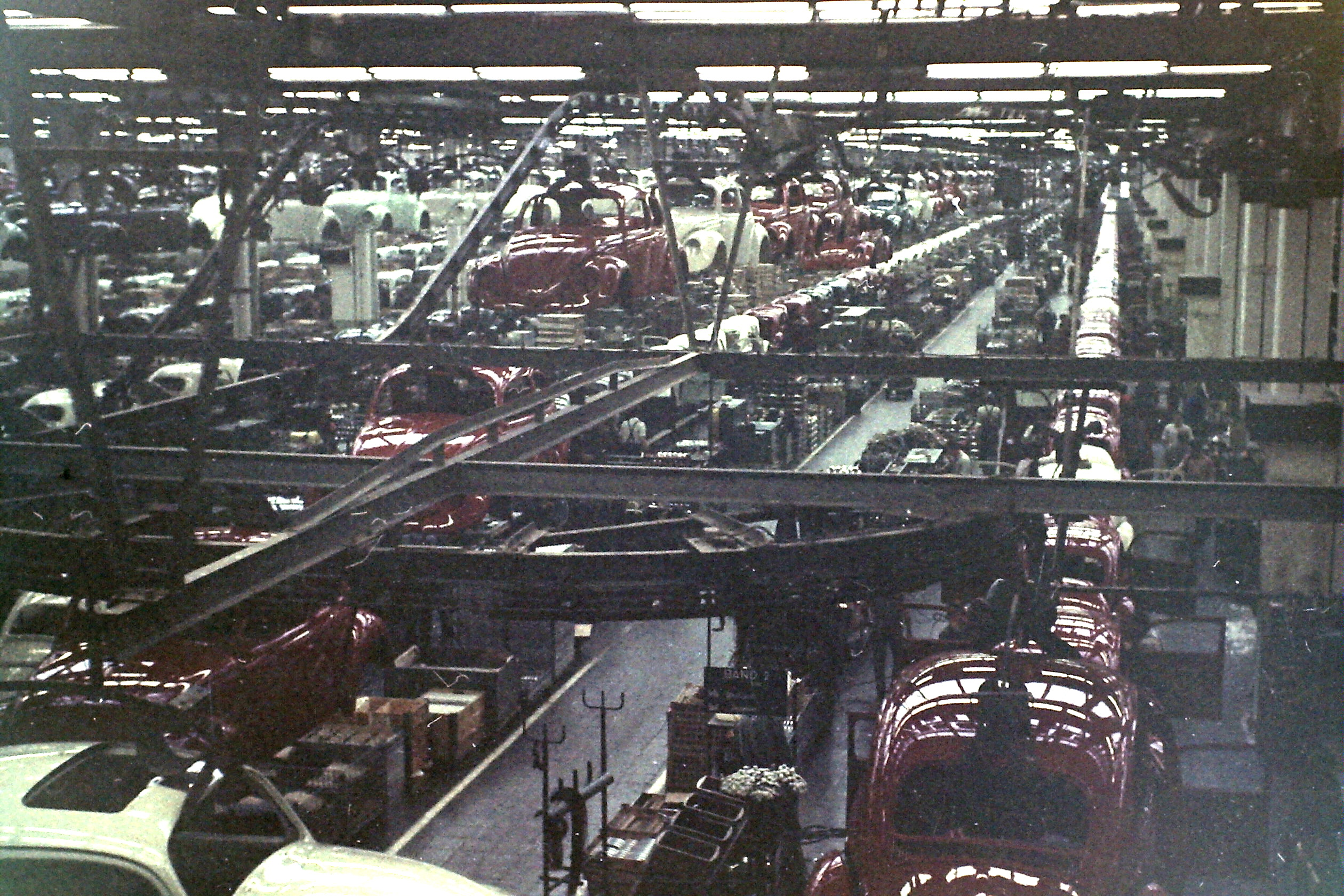
Fließbänder mit Wagen des Typs VW Käfer im Werk Wolfsburg, 1970

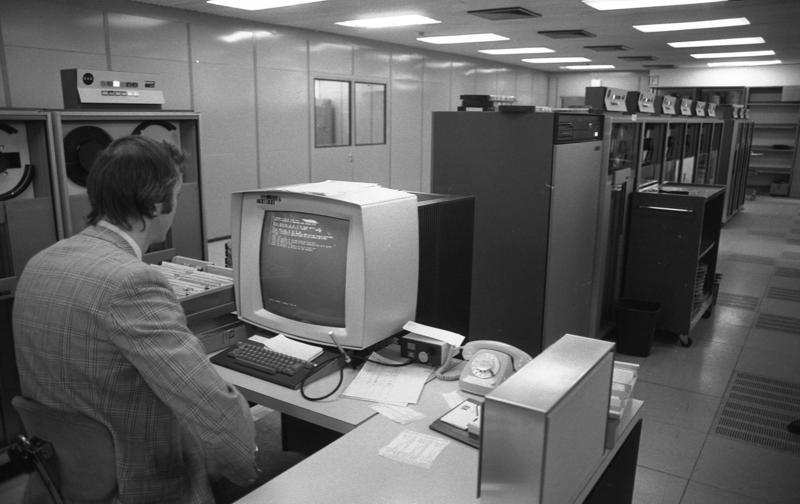
Elektronische Datenverarbeitung mittels des IBM System/360 (1973)

Unter der britischen Militärregierung, vertreten durch Major Ivan Hirst, nahm das Werk noch im Jahr 1945 seine Tätigkeit wieder auf. Im Werk richteten Mechaniker der britischen Besatzungsarmee die Wolfsburg Motor Works ein, eine Instandsetzungseinrichtung für ihre kriegsbeschädigten Fahrzeuge. Daneben begann die Produktion des KdF-Wagens, von nun an Volkswagen genannt, während die andere Hälfte der 6.000 Personen umfassenden Belegschaft Kriegstrümmer wegräumte. Die Briten schickten einen Volkswagen der ersten Serie zur Begutachtung nach Großbritannien. Fahrzeugexperten dort befanden, dass das Fahrzeug nicht den technischen Erfordernissen eines Automobils entspräche, und empfahlen, das Werk abzureißen. Die Militärregierung nahm das Werk trotzdem wieder in Betrieb, auch wegen der hier eintreffenden Flüchtlingsströme von Heimatvertriebenen. 1945 wurden fast 2.000 Volkswagen in Handarbeit gebaut, 1946 waren es bereits rund 10.000 Fahrzeuge. Die ersten 20.000 Nachkriegs-VWs erhielten allerdings nur die Behörden der Alliierten.
Am 27. November 1945 wurde der erste Betriebsrat im Werk Wolfsburg gewählt. Am 10. Mai 1947 wurde eine Betriebsvereinbarung über die Mitbestimmungsrechte des Betriebsrates abgeschlossen. Sie regelte die Mitbestimmung u. a. bei Einstellungen und Entlassungen, bei Versetzungen, bei Lohn- und Gehaltsfragen sowie bei betrieblichen Veränderungen. Diese Betriebsvereinbarung ist eine von über 40 Betriebsvereinbarungen in der niedersächsischen Metallindustrie, die nach dem Bode-Panzer-Streik in Hannover (1946) abgeschlossen wurden. 1948 schloss die IG Metall mit Volkswagen die ersten Tarifverträge ab, die sich innerhalb weniger Jahre zum Volkswagen Haustarifvertrag weiterentwickelten. Dieser Tarifvertrag gilt heute für über 95 % der Belegschaft im Volkswagenwerk Wolfsburg, da sie Mitglied der IG Metall sind.
Im Januar 1948 gab die Militärregierung die Werksleitung an Heinrich Nordhoff ab. Treuhänder der beiden VW-Werke in Wolfsburg und Braunschweig wurde 1949 der Bund. Nachdem Henry Ford II nicht zur Übernahme bereit war, übernahm das Land Niedersachsen die Aufsicht. Die Produktionszahlen wuchsen schnell – bereits 1955 wurde der millionste Käfer hergestellt. 1950 begann in Wolfsburg die Produktion des VW-Transporters (Typ 2). Wegen der großen Nachfrage wurde das Werk in den Folgejahren immer weiter ausgebaut, jedoch zeigten sich Mitte der 1950er Jahre die Grenzen der Expansionsmöglichkeiten, so dass neue Standorte notwendig wurden. Der Transporterbau wurde 1956 in das neue Werk Hannover verlegt. Im Sommer 1958 fand die Aggregateaufbereitung im Werk Kassel einen neuen Standort. Von 1957 bis 1959 wurde das 13-stöckige, geklinkerte VW-Verwaltungshochhaus errichtet, das bis 2013 die Konzernzentrale beherbergte.
Nachdem 1961 die Berliner Mauer errichtet worden war, die Innerdeutsche Grenze immer undurchlässiger wurde und dadurch der bisherige Zustrom von Arbeitskräften aus der DDR ausblieb, wurden Gastarbeiter aus Italien angeworben. Am 17. Januar 1962 kamen die ersten italienischen Gastarbeiter auf dem Wolfsburger Bahnhof an, für ihre Unterbringung war östlich des Werkes ein Barackenlager errichtet worden, das umgangssprachlich als Italienisches Dorf bezeichnet wurde. 1963 kam es aufgrund der Arbeits- und Lebensbedingungen zu einer Revolte italienischer Gastarbeiter mit einem Toten, die einen Einsatz von Polizei hervorrief. 1966 wurden zwei ins Werksgelände führende Fußgängertunnel eröffnet, welche die Eisenbahnstrecke und den Mittellandkanal unterqueren. 1967/68 wurde rund 20 Kilometer nördlich des Werkes das Testgelände Ehra-Lessien erbaut, da die auf dem Wolfsburger Werksgelände vorhandenen Prüfstrecken nicht mehr den durch die steigende Modellvielfalt vergrößerten Anforderungen genügten.
1971 wurde das heutige Konstruktionshochhaus der Technischen Entwicklung fertiggestellt, 1972 das neuerbaute Gesundheitszentrum an der Südstraße eröffnet.

### Seit 1974

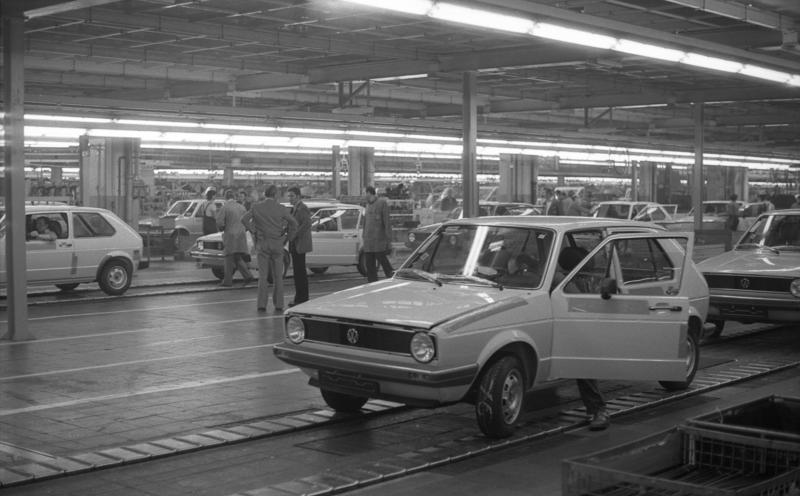
Golf-Produktion, 1978

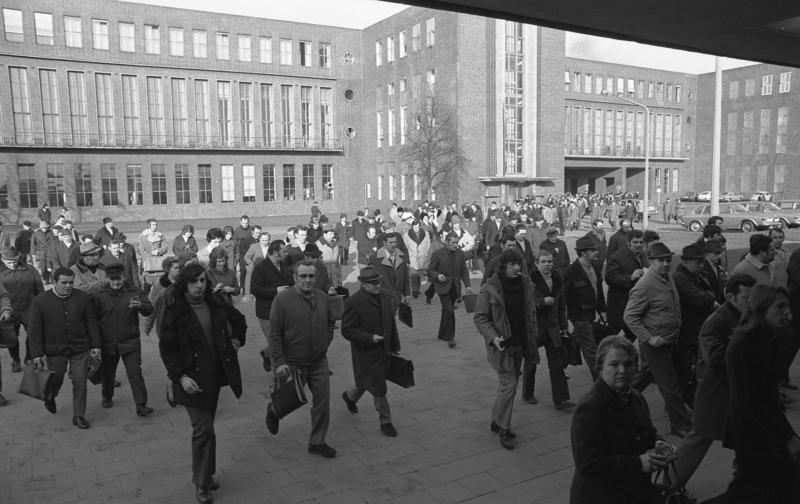
VW-Beschäftigte beim Schichtwechsel, 1973

Der letzte von über 11,9 Millionen im Stammwerk gebauten Käfern verließ am 1. Juli 1974 das Wolfsburger Band, und der Golf trat die Nachfolge an. Am 9. Juni 1981 erfolgte die Eröffnung des neuen Bildungszentrums, bei der auch Josef Stingl, Präsident der Bundesanstalt für Arbeit, zugegen war. 1982 wurde die hochautomatisierte Halle 54 mit Industrierobotern in Betrieb genommen. Am 25. August 1995 fand auf dem Werksparkplatz Ost ein Konzert der Rockband The Rolling Stones statt, an dem rund 100.000 Menschen teilnahmen. 1999 wurde die Erinnerungsstätte an die Zwangsarbeit auf dem Gelände des Volkswagenwerks eröffnet.
Zur Expo 2000 eröffnete der VW-Konzern im Juni 2000 die Autostadt. Der 33.333.333 im Werk Wolfsburg produzierte Wagen lief am 26. November 2001 vom Band.
Am 3. Juni 2007 beging Volkswagen das Jubiläum von 25 Millionen Golf mit einem großen Fest. 2016 wurde das VW-Verwaltungshochhaus als Sitz der Marke Volkswagen unter der Bezeichnung „Markenhochhaus“ wiedereröffnet.
Im Jahr 2020, das von Corona-Restriktionen geprägt war, wurden in Wolfsburg nur knapp 500.000 Autos produziert; auch in den ersten drei Quartalen 2021 war die Auslastung des Werkes gering. Viele Mitarbeiter waren in Kurzarbeit. Im Juni 2020 wurde in Deutschland die Kaufprämie für Elektroautos erhöht; dies trug zur Nachfrageverschiebung bei.
Das Elektroauto Projekt Trinity soll im Werk Wolfsburg produziert werden; Produktionsstart soll 2026 sein.

### Liste der Werkleiter
- Otto Dyckhoff (1939–1941)
- Anton Piëch (1941–1945)
- Rudolf Brörmann (1945–1946)
- Karl Huland (1946–1947)
- Wilhelm Steinmeier (1947–1959)
- Otto Höhne (1959–1971)
- Günter Hartwich (1971–1972)
- Helmut Amtenbrink (1972–1988)
- Folker Weißgerber (1989–1991)
- Hans-Jürgen Liedigk (1992–1995)
- Hans-Joachim Paul (1995–1996)
- Gerald Weber (1996–1998)
- Werner Neubauer (1999–2004)
- Dietmar Korzekwa (2004–2007)
- Siegfried Fiebig (2007–2014), † 2020
- Jens Herrmann (2014–2016)
- Stefan Loth (2016–2020)
- Rainer Fessel (2021–2024)
- Uwe Schwartz (seit 1. November 2024)

## Bahnbetrieb
Das Volkswagenwerk Wolfsburg erhält einen großen Anteil der Bauteile per Bahn. Der Transport der fertigen Automobile erfolgt zu rund 70 Prozent per Bahn über die zweigleisige, nicht elektrifizierte Anschlussstrecke zum Bahnhof Fallersleben. Das Bahnnetz des VW-Werkes umfasst 60 Kilometer Gleise sowie 157 Weichen und gilt als größter privater Verladebahnhof Europas. Der Verkehr wird von einem 2015 eingeweihten elektronischen Stellwerk aus gesteuert.
2012 verkehrten sieben Diesellokomotiven auf dem Gelände, hauptsächlich Henschel DHG 700 C. Im selben Jahr begann die Anschaffung und Erprobung von Hybridlokomotiven, die in den Hallen emissionsfrei verkehren können.

## Besichtigungsmöglichkeiten
Das Werk kann im Rahmen verschiedener „WerkTouren“ besichtigt werden. Dabei wird man als Besucher in eigens dafür gefertigten „Panoramabahnen“ oder auf speziellen Anhängern hinter einer Zugmaschine auf Basis eines ID 3 durch die Werkanlagen und über das Werksgelände gefahren.

## Rundfunkberichte
- Jürgen Vogt: Als der Käfer laufen lernte, ZDF 1988